# فلاديسلاف بوغيتشيفتش
فلاديسلاف بوغيتشيفتش (مواليد 7 نوفمبر 1950) هو لاعب كرة قدم. يلعب مع منتخب يوغوسلافيا لكرة القدم. سبق له أن لعب في كأس العالم لكرة القدم مع منتخب بلاده.

## مسيرته الكروية
لعب فلاديسلاف بوغيتشيفتش خلال مسيرته الاحترافية مع 3 أندية في سبعة عشر موسمًا وسجل خلالها 49 هدفًا ضمن 422 مباراة. حيث فاز في موسم واحد بالكأس وفي ستة مواسم بالدوري.
خاض فلاديسلاف بوغيتشيفتش مسيرته مع نادي النجم الأحمر بلغراد في موسم 1968–69 في المرة الأولى لمدة موسم واحد ثم في موسم 1970–71 ليلعب معه ثمانية مواسم، مشاركًا طوالها في 185 مباراة سجل خلالها 18 هدفًا. ثم انتقل إلى نادي ماريبور في موسم 1969–70 لمدة موسم واحد، حيث شارك في 34 مباراة ولم يسجل أي هدف. لينتقل بعدها إلى New York Cosmos (2010) ‏ في موسم 1978 ليلعب معه سبعة مواسم، مشاركًا في 203 مباراة سجل خلالها 31 هدفًا.

## روابط خارجية
- فلاديسلاف بوغيتشيفتش على موقع الاتحاد الدولي (مؤرشف)  (الإنجليزية)
- فلاديسلاف بوغيتشيفتش على موقع الاتحاد الأوربي (الإنجليزية)
- فلاديسلاف بوغيتشيفتش على موقع قاعدة بيانات كرة القدم.إي يو (الإنجليزية)
- فلاديسلاف بوغيتشيفتش على موقع ناشيونال فوتبول تيمز (الإنجليزية)